# 839 (číslo)
Osm set třicet devět je přirozené číslo, které následuje po čísle osm set třicet osm a předchází číslu osm set čtyřicet. Římskými číslicemi se zapisuje DCCCXXXIX a řeckými číslicemi ωλθ.

## Matematika
839 je:
- Bezpečné prvočíslo
- Nešťastné číslo
- Nepříznivé číslo

## Astronomie
- (839) Valborg je planetka hlavního pásu, kterou objevil v roce 1916 Max Wolf

## Roky
- 839
- 839 př. n. l.